# توريبيلفيسينو
توريبيلفيسينو (بالإيطالية: Torrebelvicino)‏ هي مدينة في مقاطعة فشنزة بمنطقة فنيتة، شمال إيطاليا.